# Hummelskär, Houtskär
Hummelskär är en ö i Finland. Den ligger i Skärgårdshavet och i kommunen Pargas i landskapet Egentliga Finland, i den sydvästra delen av landet. Ön ligger omkring 57 kilometer väster om Åbo och omkring 200 kilometer väster om Helsingfors.
Öns area är 6,3 hektar och dess största längd är 360 meter i sydöst-nordvästlig riktning.